# Jan Clayton
Jan Clayton (* 26. August 1917 in Tularosa, New Mexico; † 28. August 1983 in West Hollywood, Kalifornien) war eine US-amerikanische Schauspielerin.

## Leben
Bekannt wurde Jan Clayton durch ihre Rolle als Julie Jordan in der Broadway-Inszenierung des Musicals Carousel im Jahre 1945 an der Seite von John Raitt. Ein Jahr später übernahm sie zwei Rollen in der Wiederaufführung des Musicals Show Boat im Ziegfeld Theatre, ebenfalls am Broadway Beide Inszenierungen wurden durch Tonaufnahmen für die Nachwelt erhalten.
Clayton wirkte seit 1938 immer wieder an Filmen mit, allerdings blieb eine größere Kinokarriere aus. Zwischen 1954 und 1957 wirkte Jan Clayton in 114 Episoden der Fernsehserie Lassie als Mutter des menschlichen Hauptdarstellers Tommy Rettig mit. Bis Anfang der 1980er Jahre stand sie in erster Linie für Fernsehserien vor der Kamera.
Im Jahr 1938 heiratete Jan Clayton ihren Schauspielkollegen Russell Hayden. Aus der Ehe stammte die Tochter Sandra (* 1940; † 1956). Drei Jahre nach der Scheidung von Russell Hayden ging Jan Clayton im Jahr 1946 erneut eine Ehe ein: mit dem Anwalt Robert Lerner hatte sie drei Kinder, die Töchter Robin (* 1948) und Karen (* 1949) sowie den Sohn Joe (* 1950). Im Jahr 1958 wurde auch diese Ehe geschieden. Jan Claytons dritte und letzte Ehe (mit dem Komponisten George Greeley) dauerte von 1966 bis 1968.
Jan Clayton starb zwei Tage nach ihrem 66. Geburtstag an Krebs. Sie liegt auf dem Friedhof Fairview Cemetery in ihrem Geburtsort Tularosa bestattet.

## Filmografie (Auswahl)
- 1938: Betrüger am Werk (Sunset Trail)
- 1938: Schüsse in der Prärie (In Old Mexico)
- 1940: Flight Angels
- 1942: The Loves of Edgar Allan Poe
- 1945: This Man’s Navy
- 1945: Spreadin’ the Jam (Kurzfilm)
- 1948: Die Schlangengrube (The Snake Pit)
- 1949: The Wolf Hunters
- 1954–1957: Lassie (Fernsehserie, 117 Folgen)
- 1960: Der zweite Mann (The Deputy, Fernsehserie, Folge 1x24)
- 1962, 1967: Meine drei Söhne (My Three Sons, Fernsehserie, 2 Folgen)
- 1964, 1965: Rauchende Colts (Gunsmoke, Fernsehserie, 2 Folgen)
- 1966, 1967: Daktari (Fernsehserie, 3 Folgen)
- 1972, 1981: Nachdenkliche Geschichten (Insight, Fernsehserie, 2 Folgen)
- 1973: Bloodsport (Fernsehfilm)
- 1976: Die Straßen von San Francisco (The Streets of San Francisco, Fernsehserie, 2 Folgen)
- 1981: Ein Duke kommt selten allein (The Dukes of Hazzard, Fernsehserie, Folge 3x12 Alte Liebe rostet nicht)
- 1981: Love Boat (The Love Boat, Fernsehserie, Folge 5x12)